# Frédéric Bruneel

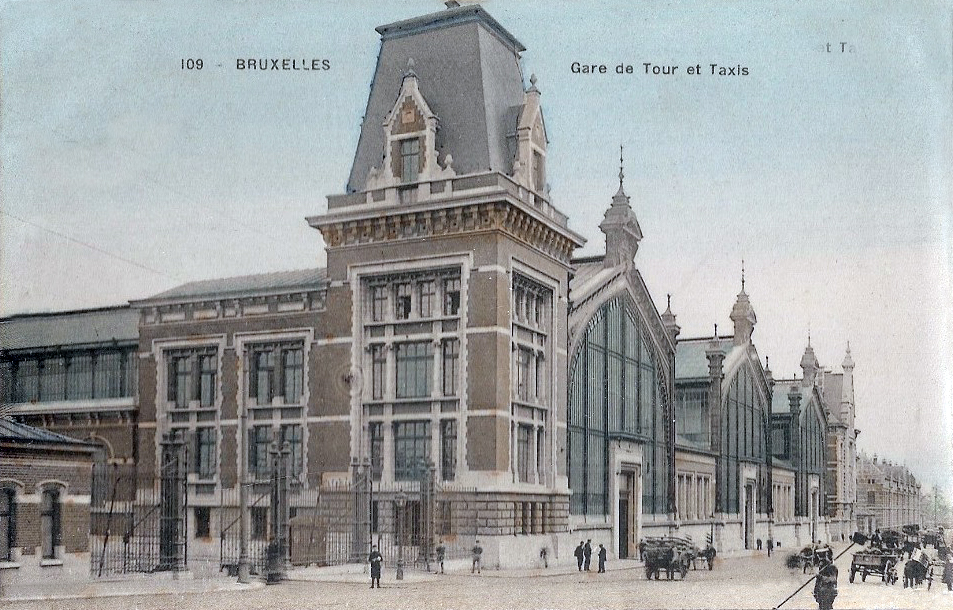
Gare Maritime in 1910

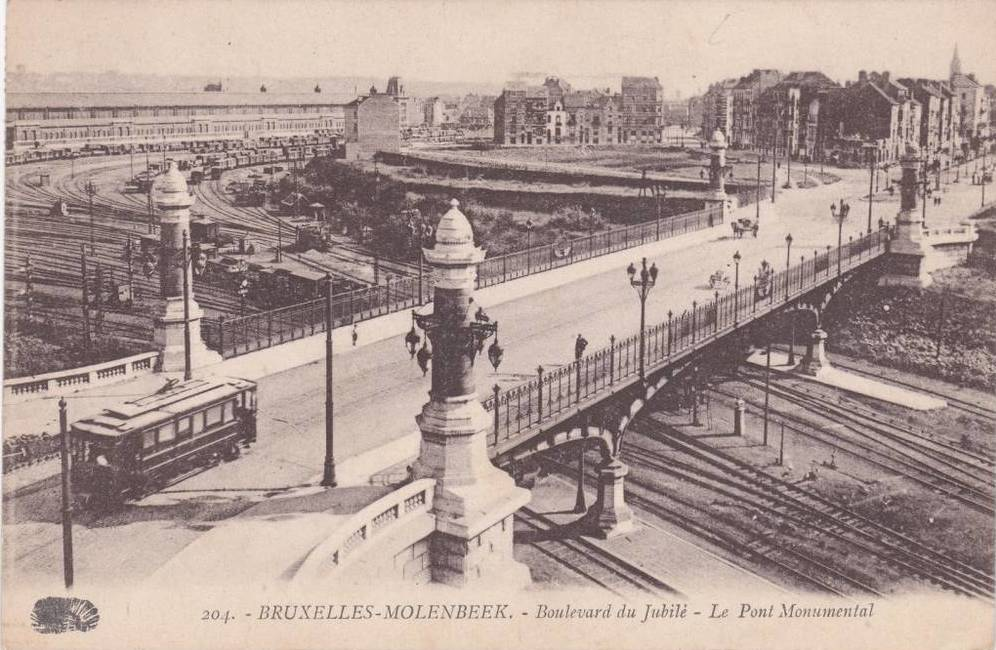
De Jubelfeestbrug ontworpen door Bruneel in 1904

Frédéric Bruneel (Ronse, 20 oktober 1855 - Brussel, 23 juli 1942) was een Belgisch spoorwegingenieur.

## Loopbaan
Hij begon in 1877 bij de spoorwegadministratie en werd in 1882 naar de centrale administratie geroepen. In 1893 publiceerde hij een privéstudie over een Brusselse Noord-Zuidverbinding. Met de Brusselse stadadministratie werkte hij dit in 1903 verder uit tot een plan dat door het parlement werd goedgekeurd. In 1897 was hij aan het hoofd gekomen van een afdeling die nieuwe stations in Brussel moest bouwen. Op de site Thurn en Taxis ontwierp hij de Gare Maritime (1902) en de Jubelfeestbrug in art nouveau (1904). In 1912 begon hij met de uitvoering van de Noord-Zuidwerken, maar de Eerste Wereldoorlog deed de werf stilvallen. Het werd een project van lange adem, dat hij energiek bleef verdedigen maar waarvan hij de inhuldiging niet meer zou meemaken.

## Publicaties
- "Comparaison des voies à double bourrelet et des voies Vignoles (Question II, litt. C, 3e session). Exposé", in: Bulletin de l'Association du Congrès international des chemins de fer, juli 1889, p. 669 e.v.(met Eugène Bemelmans)
- "Entretien des voies (question III, 4e session, 1892). Exposé », in: Bulletin de l'Association du Congrès international des chemins de fer, juli 1892, p. 1905
- "Avant-projet de Chemin de Fer métropolitain avec gare centrale à Bruxelles", in: Annales de l'Association des ingénieurs sortis des Ecoles spéciales de Gand, 1892-1893, p. 337 e.v.
- "La jonction directe à Bruxelles des parties Nord et Sud du réseau des chemins de fer belges", in: Annales des Travaux publics de Belgique, 1909, p. 663-806